# مقاوم ستارلينج
اخترع مقاوم ستارلينج عالم الفيزياء الإنجليزي إرنست ستارلينج واستخدم في تحضير قلب معزول أثناء العمل مما أدى لاحقًا إلى «قانون فرانك-ستارلينغ للقلب».
يتكون الجهاز من أنبوب مرن مملوء بالسوائل قابل للانهيار مركب داخل حجرة مملوءة بالهواء. تم استخدام الضغط الساكن داخل الغرفة للتحكم في درجة انهيار الأنبوب، مما يوفر مقاومًا متغيرًا. تم استخدام هذه المقاومة لمحاكاة الاستجابة الفيزيائية الكاملة، أو المقاومة الكلية الطرفية (الأوعية الدموية).
تم استخدام المقاومات النجمية كأداة في دراسة الظواهر الفسيولوجية المثيرة للاهتمام (على سبيل المثال الانهيار البلعومي أثناء التنفس المعوق أو انقطاع النفس النومي) وكمصدر غني للظواهر الفيزيائية في حد ذاتها. هناك سلوكان غير خطيان مميزان:
1. تأثير الشلال حيث، بعد الانهيار، يصبح التدفق عبر الأنبوب مستقلاً عن ضغط المصب.
2. التذبذبات المثيرة. الحد من تدفق الزفير في مرض الانسداد الرئوي المزمن هو مثال على السلوك السابق وشخير مثال على هذا الأخير.